# Шерентинг
Шерентинг (інколи шерентінг, шарентинг; від англ. sharing — «поширення» та англ. parenting — «батьківство») — практика публікації батьками великої кількості контенту про своїх дітей на інтернет-платформах, насамперед у соціальних мережах. Такий контент охоплює фотографії, відео, розповіді про особисте життя дитини, її успіхи, проблеми, звички тощо. Хоча термін «шерентинг» виник лише у 2010 році, він став міжнародним явищем з широкою поширеністю у США, Іспанії, Франції та Великій Британії.
Прихильники шерентингу розглядають цю практику як природний спосіб вираження батьківської гордості за своїх дітей. Противники ж вважають, що це порушує право дитини на приватність, шкодить відносинам між батьками і дітьми та загрожує безпеці дитини.

## Історія
Походження терміна «шерентинг» пов'язують із публікацією у Wall Street Journal, де його вперше вжили у формі «oversharenting» — контамінації слів «oversharing» (англ. «надмірне поширення») і «parenting» (англ. «батьківство»). Термін також був доданий до Times Word of the Day у лютому 2013 року та до Collins English Dictionary у 2016 році через свій вплив.
Дослідниця Прія Кумар зазначає, що фіксація моментів із життя дітей не є новою практикою — протягом століть люди використовували щоденники, альбоми для вирізок та книги записів про розвиток дитини як засоби документації. Науковці вказують, що поширенню шерентингу сприяли соціальні мережі, які зробили користувачів більш схильними ділитися інформацією про власне життя й життя дітей онлайн. Тенденція до надмірного поширення особистого вмісту в соцмережах привернула суспільну увагу у 2010-х роках і стала темою низки редакційних статей і наукових досліджень.

## Поширення
Кілька досліджень описують шерентинг як міжнародне явище, поширене в багатьох країнах. У США дослідники з Дитячої лікарні ім. К. С. Мотта Мічиганського університету встановили, що майже 75 % американських батьків знайомі з кимось, хто надмірно ділився інформацією про свою дитину в соціальних мережах. Згідно з опитуванням компанії AVG, 92 % американських дітей віком до двох років уже мали певну присутність в інтернеті. В Австралії опитування Fisher-Price показало, що 90 % батьків зізналися в надмірному поширенні інформації про своїх дітей. В Іспанії та Чехії опитування приблизно 1500 батьків виявило, що 70–80 % із них брали участь у шерентингу. У Великій Британії, Франції, Німеччині та Італії дослідження компанії Research Now виявило, що майже три чверті опитаних батьків висловили готовність ділитися зображеннями своїх немовлят.

## Сприйняття
Деякі дослідники й активісти вважають шерентинг порушенням права дитини на приватність. Ця критика сприяла появі антишерентинг-платформ та додатків, які блокують публікацію фотографій дітей. Одним із прикладів протесту став блог STFU Parents, створений 2009 року для критики надмірного батьківського контенту в соцмережах. Деякі батьки зазначали, що критика шерентингу часто вириває дописи з контексту й ігнорує позитивні аспекти цієї практики, зокрема зміцнення відчуття онлайн-спільноти. Інші, визнаючи потенційні порушення приватності, пропонували обмежувати шерентинг умовами, за яких публікація буде можлива з урахуванням аудиторії й обмежень на ідентифікацію в соцмережах.

## Ризики
Шерентинг пов'язаний із низкою потенційних загроз:
- Порушення приватності дитини — публікація зображень і особистих даних дитини у відкритих джерелах створює віртуальний образ, яким дитина не здатна керувати. З часом діти змінюються, і не всі моменти їхнього дитинства можуть залишатися бажаними для публічного розголосу.
- Привернення небажаної уваги — зображення дітей можуть потрапити до сторонніх осіб, які використають їх у небажаний або незаконний спосіб. Особливу небезпеку становлять фотографії, що містять особисті деталі, які можуть бути використані зловмисниками.
- Негативний вплив на емоційний стан та самооцінку дитини — опубліковані матеріали можуть стати предметом обговорення серед однолітків, що іноді спричиняє емоційні травми. Це може призводити до зниження самооцінки, появи почуття сорому або розчарування. Невинні на перший погляд публікації нерідко можуть стати причиною жартів або булінгу в навчальних закладах.
- Небажаний тиск через батьківські коментарі — шерентинг охоплює не лише публікацію матеріалів, а й коментарі батьків, залишені під записами або фотографіями дитини. Наприклад, вислови на кшталт «Пишаємося тобою!» або «Ти наша гордість!» можуть сприйматися не лише як підтримка, а і як джерело психологічного тиску. Такі коментарі здатні формувати у дитини відчуття, що її цінують лише за досягнення. Особливо підлітки часто розцінюють подібну увагу як втручання у власний простір, що породжує прагнення уникати публічності.

## Відомі випадки
- 2019 року американська акторка Гвінет Пелтроу виклала своє селфі з донькою, на якому не видно обличчя останньої, проте донька була незадоволена тим, що фото було викладене без її згоди[2].